# Francisco de Borja Solar
Francisco de Borja Solar Gorostiaga (Illapel; 1807 – Santiago; 1891) fue un político chileno.
Realizó sus estudios en el Instituto Nacional y se graduó de ingeniero en 1828. 
Fue rector del Instituto entre 1845 y 1852.
Durante el gobierno de Manuel Montt fue ministro de hacienda, entre el 30 de septiembre y el 14 de diciembre de 1857, fecha en que presentó su renuncia por motivos políticos. 
Durante los gobiernos de José Joaquín Pérez y de Federico Errázuriz Zañartu se desempeñó como Consejero de Estado
Fue docente en la Facultad de Ciencias Físicas y Matemáticas de la Universidad, y posteriormente decano de ella. También fue director del Museo Nacional de Historia Natural en 1852. 
Ingreso al congreso como diputado en 1843, siendo reelecto en repetidas ocasiones. Fue senador entre 1867 y 1876.
| Predecesor: Antonio Varas | Rector del Instituto Nacional 1845-1852 | Sucesor: Manuel Orrego |